# Маунт-Темпл
Ма́унт-Темпл (англ. Mount Temple; ирл. An Grianán) — деревня в Ирландии, находится в графстве Уэстмит (провинция Ленстер) примерно в пяти километрах от Моута. Основана предположительно Робертом Темплом после покупки им 750 акров земли в графстве Уэстмит.